# Mi novia es otra
Mi novia es otra  es una película coproducción de Argentina Francia filmada en Eastmancolor dirigida por Jean Jabely según el guion de Felicien Marceau y Jacques Robert sobre la novela Miss Shunway waves a wand, de James Hadley Chase  que se estrenó el 12 de junio de 1963 en los Países Bajos y que tuvo como actores principales a Tania Béryl, Robert Manuel, Harold Kay y René Lefèvre.
Originalmente se pensaba filmar en un pueblo de México pero finalmente el rodaje parcial se realizó en Tilcara y la Quebrada de Humahuaca, provincia de Jujuy, Argentina.
Tuvo los títulos alternativos de Une blonde come ça y Miss Shunway jette un sort.

## Reparto
- Tania Béryl	...	Myra y Arym Shumway
- Robert Manuel	...	Comisario Clancy
- Harold Kay...	Milan
- René Lefèvre	...	Doc
- Jess Hahn	...	Sam
- Noël Roquevert	...	Léopold Shumway
- Tito Alonso
- Gloria Raines
- Maurice Teynac
- Olivier Mathot
- Enrique Castillo
- Jesús Gómez
- Fernando Morales
- Raúl Ricutti
- Jacques Seiler